# Zeedenmycena
De zeedenmycena (Mycena seynesii) is een schimmel behorend tot de familie Mycenaceae. Hij groeit in naaldbossen op dennenappels van 3-naaldige dennenbomen, zoals de zeeden (Pinus pinaster) of de grove den (Pinus radiata). Het is een onmiskenbare soort vanwege zijn habitat en grootte. De soort Mycena strobilicula komt in het voorjaar uit de dennenappels van sparren.

## Kenmerken

### Uiterlijke kenmerken
Hoed
De hoed heeft een diameter van 1 tot 2,5 cm. De vorm is klein kegelvormig of gebold. In vochtige omstandigheden is de hoed tot halverwege radiair gegroefd. De kleur is roze-lila of grijsbruin, lichter aan de rand.
Lamellen
De lamellen zijn aangehecht aan de steel, opstijgend tot iets aflopend met een tandje en met de leeftijd dorsaal tussenliggend. Het heeft een wittige tot bleekgrijs of bruin. Naarmate de paddenstoel ouder wordt krijgt het een paarsige tint. De lamelsnede is donker roodbruin.
Steel
De breekbare, holle steel heeft een lengte van 4 tot 8 cm en een dikte van 1,5 tot 7 mm. De kleur is bleekroze-lila of roze-grijs. De voet is bedekt met lange, ruwe, witte vezels.
Geur
De geur is zwak, maar aangenaam.
Sporenprint
De sporenprint is wit. 

### Microscopische kenmerken
De basidia meten 29,5-39 × 8-12 µm zijn clavaat, 4-sporig, met sterigmata tot 6 µm lang. De ascosporen zijn glad, amyloïde, traanvormig tot ellipsvormig en meten 10,3-14 × 6-7 µm, Q-getal=1,6 tot 2,2, Q-avg=1,9. Cheilocystidia, die zijn te vinden op de lamelranden, vormen een steriele band met roodbruine inhoud en meten 28-47 × 7,5-14 µm. De vorm hiervan is flesvormig of knotsvormig tot spindelvormig. De pleurocystidia hebben een gelijk uiterlijk. De hyfen zijn 1,5 tot 5 µm breed. Gespen aanwezig in alle weefsels.

## Verspreiding
De zeedenmycena komt voor in West-Europa (Nederland, Frankrijk, Spanje, België, Portugal) en Azië (Israël) . In Nederland komt hij matig algemeen voor. Hij staat op de rode lijst in de categorie 'kwetsbaar'.

## Foto's

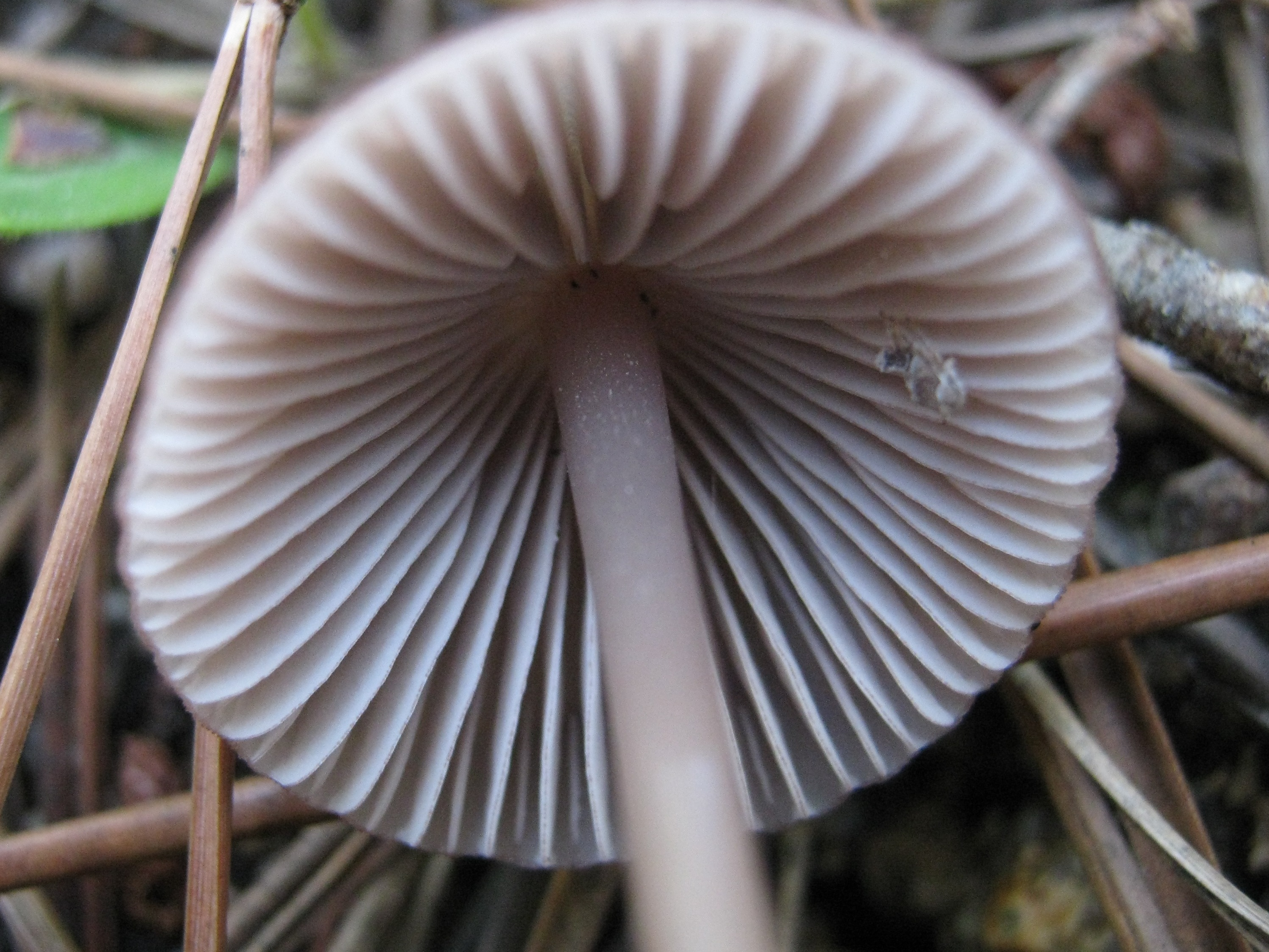
Lamellen
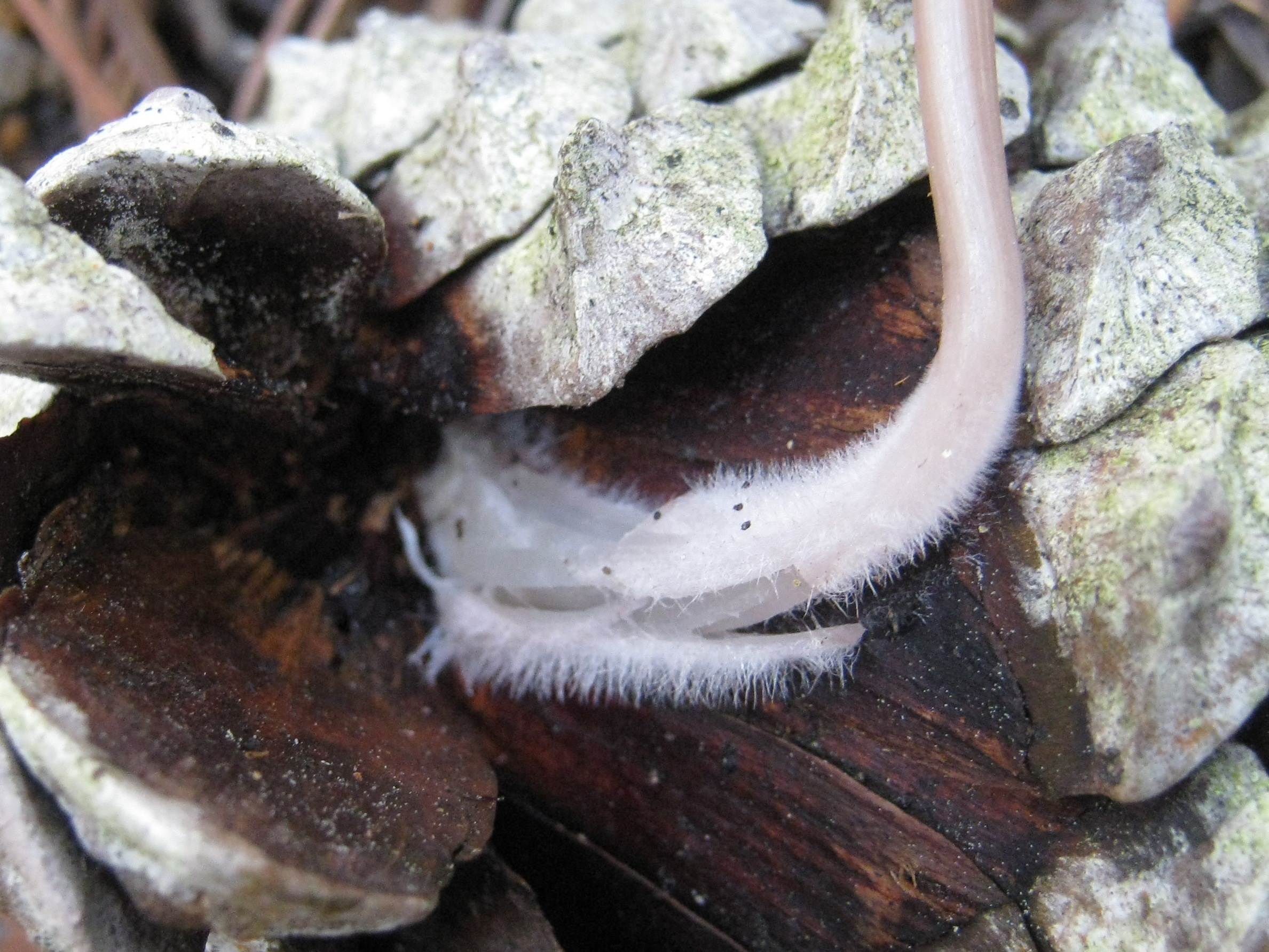
Voet
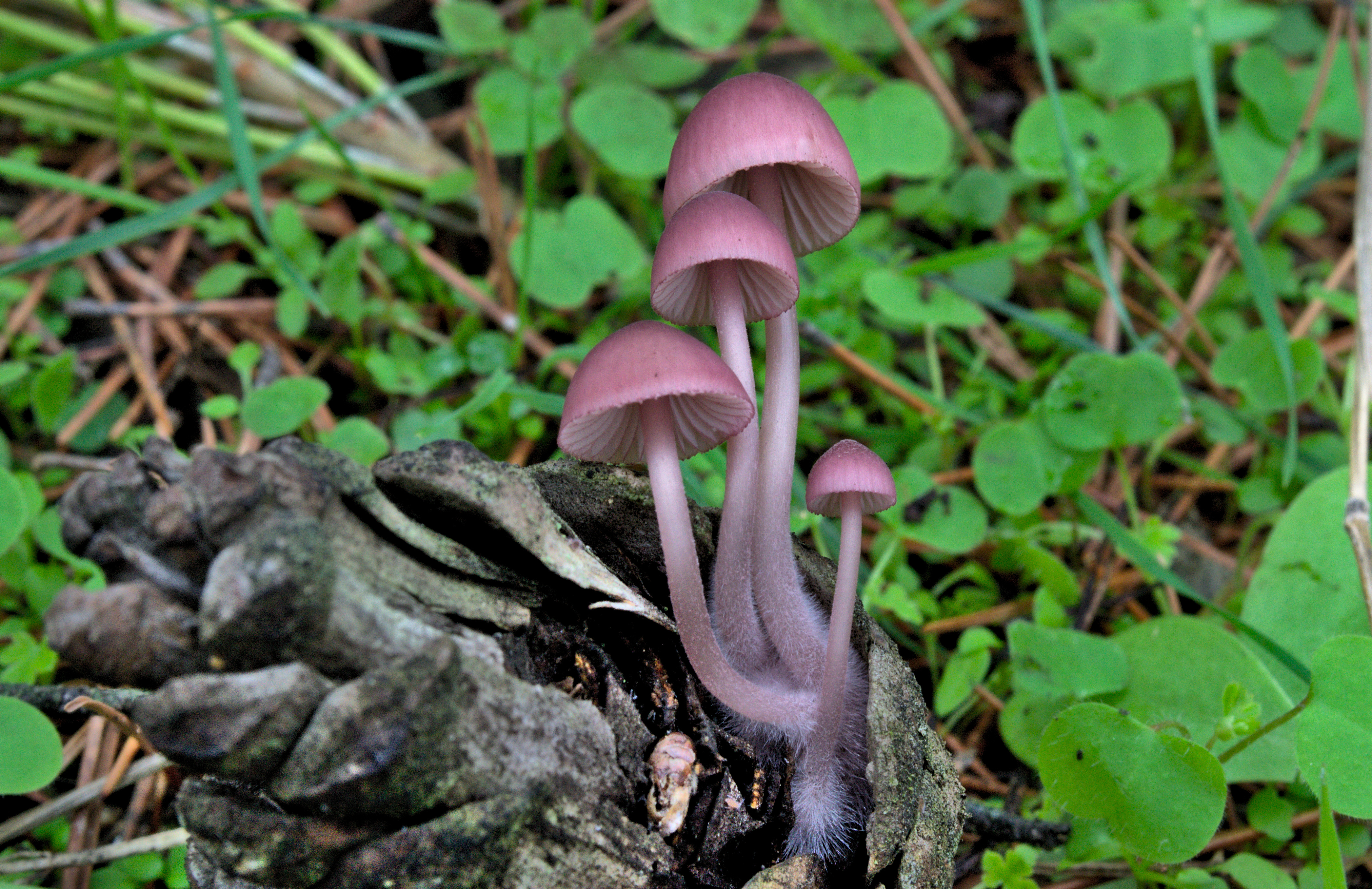
Groepje